# Heartbeats
Pour plus de détails, voir Fiche technique et Distribution.
Heartbeats est un film américain écrit et réalisé par Duane Adler.
Le film est sorti le 30 août 2017 en France.

## Fiche technique
Sauf indication contraire, les informations mentionnées dans cette section peuvent être confirmées par la base de données cinématographiques IMDb,  présente dans la section « Liens externes ».
- Titre original et français : Heartbeats
- Réalisation : Duane Adler
- Scénario : Duane Adler
- Direction artistique : Aparna Sud
- Décors :
- Costumes : Dipika Lal, Anirudh Singh
- Photographie : S. Ravi Varman
- Montage : Tamara Meem
- Musique : Gingger Shankar
  - Producteur musical : Jay-Z et Gingger Shankar
- Production : Sriram Das, Karine Martin, Tony Blain, Andrea Chung
  - Producteurs délégués : Kirk D'Amico
  - Producteurs exécutifs : Ryan Smith, Sunny Hwang
- Sociétés de production : DAS Films Ltd., Mediabiz International, Bowery Hills Entertainment, On The Road India
- Sociétés de distribution : Wild Side (France)
- Pays d'origine :  États-Unis
- Langue originale : anglais
- Genre : Comédie dramatique, romance et film musical
- Durée : 107 minutes
- Dates de sortie :
  -  Émirats arabes unis : 9 février 2017
  -  Australie,  Allemagne : 10 août 2017
  -  France : 30 août 2017
  -  Royaume-Uni : 13 décembre 2017

## Distribution
- Krystal Ellsworth : Kelli Andrews
- Amitash Pradhan : Aseem Kapoor
- Aneesha Joshi : Deepika Zinta
- Prabal Panjabi : Basu Rao
- Daphne Zuniga : Michelle Andrews
- Paul McGillion : Richard Andrews
- Maeve O'Brien : Morgen Andrews
- Kishori Shahanevij : Sharada Zinta
- Mohan Kapur : Harindar Zinta
- Sahil Salathia : Kishore Zinta
- Shamata Anchan : Manjula Singh
- Salman Yusuff Khan (en) : Pallav
- Vidya Malvade : Naina
- Justin Chon : Jae Juarez